# Nocna zmiana (zbiór opowiadań)
Nocna zmiana – pierwszy zbiór opowiadań Stephena Kinga opublikowanych w 1978.

## Spis opowiadań
- Dola Jerusalem (Jerusalem's Lot)
- Cmentarna szychta (Graveyard Shift)
- Nocny przypływ (Night Surf)
- Jestem bramą (I Am the Doorway)
- Magiel (The Mangler)
- Czarny Lud (The Boogeyman)
- Szara materia (Grey Matter)
- Pole walki (Battleground)
- Ciężarówki (Trucks)
- Czasami wracają (Sometimes They Come Back)
- Truskawkowa wiosna (Strawberry Spring)
- Gzyms (The Ledge)
- Kosiarz trawy (The Lawnmower Man)
- Quitters, Inc. (Quitters, Inc)
- Wiem, czego ci potrzeba (I Know What You Need)
- Dzieci kukurydzy (Children of the Corn)
- Ostatni szczebel w drabinie (The Last Rung on the Ladder)
- Człowiek, który kochał kwiaty (The Man Who Loved Flowers)
- Ktoś na drodze (One for the Road)
- Kobieta na sali (The Woman in the Room)

Książka opatrzona jest wstępem Johna D. MacDonalda oraz „Słowem od Autora”.
Opowiadanie Dola Jerusalem została rozwinięta do powieści Miasteczko Salem, natomiast wątek z Nocnego przypływu został wykorzystany w Bastionie.

## Ekranizacje
Wiele opowiadań ze zbioru doczekało się ekranizacji: Cmentarna szychta, Magiel, Nocny przypływ, Ostatni szczebel w drabinie, Kosiarz trawy jako Kosiarz umysłów. Opowiadanie Ciężarówki przeniesiono na ekran dwukrotnie (pod tytułami Ciężarówki i Maksymalne przyspieszenie). Opowiadania: Czasami wracają i Dzieci kukurydzy doczekały się oprócz ekranizacji także sequeli. Gzyms i Quitters, Inc. stały się częściami składowymi filmu Oko kota, natomiast Kobieta na sali i Czarny Lud filmu Stephen King’s Nightshift Collection.